# Andrena chelma
Andrena chelma är en biart som beskrevs av Warncke 1975. Andrena chelma ingår i släktet sandbin, och familjen grävbin. Inga underarter finns listade i Catalogue of Life.